# 章亮
章亮（1423年—？），字文煥，浙江杭州府仁和縣人，匠籍，明朝政治人物。同進士出身。

## 生平
浙江鄉試第五十八名。景泰二年（1451年）辛未科會試第一百四十六名，殿試登進士第三甲第六十七名。天順二年（1458年），由御史左遷直隸吳江縣知縣。不久調吉水縣。

## 家族
曾祖父章良。祖父章景文。父亲章平。